# 오가사와라 국립공원

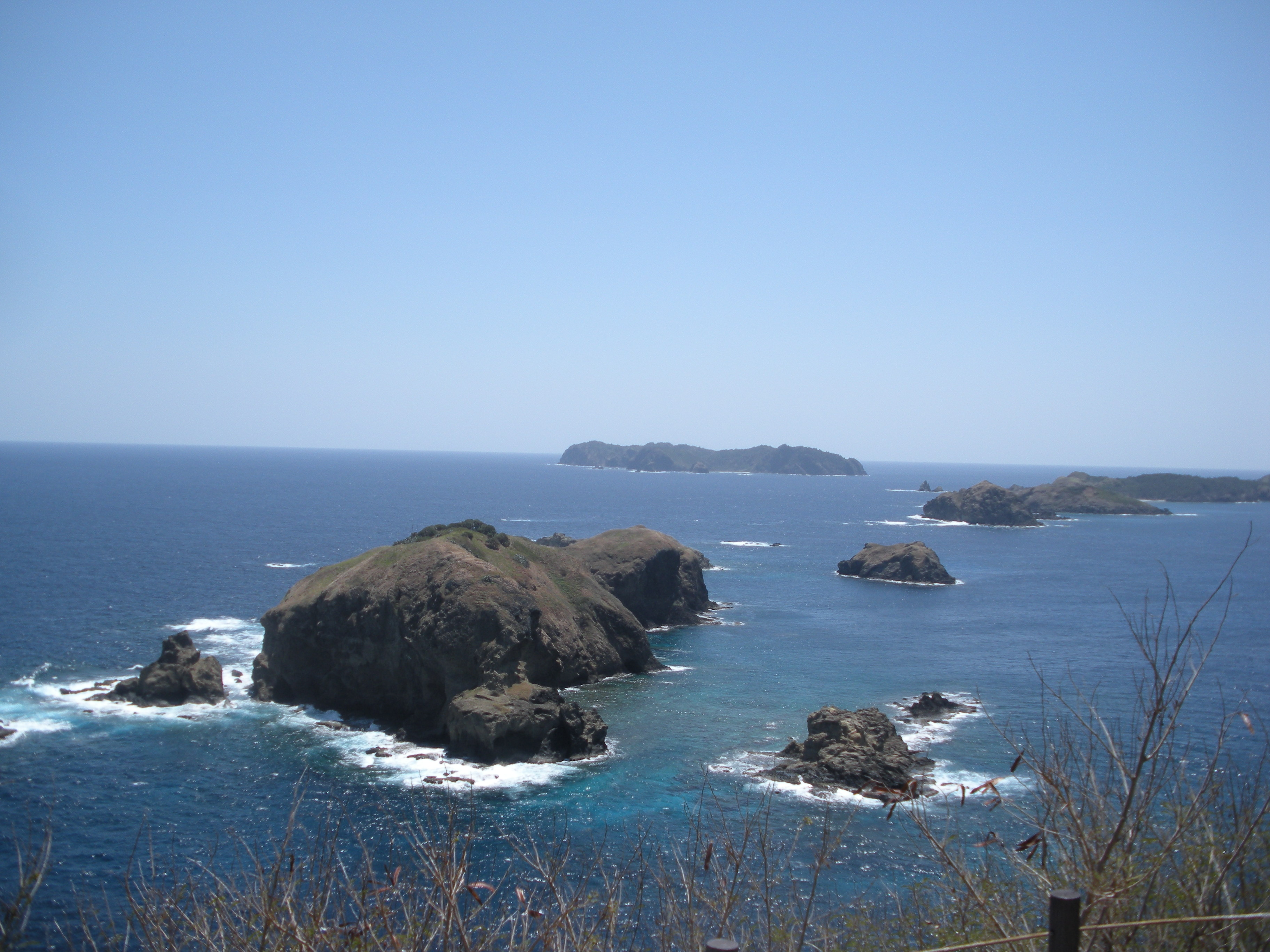

오가사와라 국립공원(일본어: 小笠原国立公園)은 일본 도쿄도 오가사와라 제도를 중심으로 한 국립공원이다. 총 면적은 66.29km2로 일본의 국립공원 중에서 가장 작고 공원의 지정 범위는 모두 오가사와라촌내에 있어 단일 행정 단위(시정촌)만으로 구성된 일본의 유일한 국립공원이다. 오가사와라 제도와 가잔 열도의 니시노섬, 기타이오섬이 지정 구역이다. 1972년 10월 16일에 국립공원으로 지정되었다.

## 같이 보기
- 일본의 국립공원